# NGC 4789
NGC 4789 (другие обозначения — UGC 8028, MCG 5-30-124, ZWG 159.113, ZWG 160.8, PGC 43895) — линзообразная галактика (S0) в созвездии Волос Вероники.
Находится в 1,5 градусах от центра скопления Волос Вероники, имеет видимый диаметр 1,7 минуты дуги. Относится к радиогалактикам. Радиоизлучение этой галактики исходит из двух симметричных джетов, направленных в стороны на северо-запад и на юго-восток: они идут прямо до 35 секунд дуги от центра, после чего искривляются на северо-восток и прослеживаются до расстояния в 130 секунд дуги от центра. Радиоизлучение частично поляризовано, со степенью поляризации 20% на частоте 1,485 ГГц и 24% на частоте 4,935 ГГц. По-видимому, наблюдаемые особенности могут быть вызваны взаимодействием с NGC 4839.
Этот объект входит в число перечисленных в оригинальной редакции «Нового общего каталога».